# Сен-Медар (Мозель)
Сен-Меда́р (фр. Saint-Médard) — коммуна во французском департаменте Мозель региона Лотарингия. Относится к кантону Дьёз.

## Географическое положение
Сен-Медар расположен в 50 км к юго-востоку от Меца. Соседние коммуны: Шато-Вуэ и Вюис на севере, Валь-де-Брид на северо-востоке, Дьёз на востоке, Мюльсе и Бланш-Эглиз на юго-востоке, Марсаль и Арокур-сюр-Сей на юго-западе, Ампон и Обрек на северо-западе.

## История
- Бывшая деревня шателена Марсаль.
- Зависела от бывшей провинции Труа-Эвеше.
- Коммуна была уничтожена во время Тридцатилетней войны 1618—1648 годов.

## Демография
По переписи 2008 года в коммуне проживало 102 человека.	

## Достопримечательности
- Замок де Бателемон.